# گالویچیه
گالویچیه (به لهستانی:  Galwiecie) یک روستا در لهستان است که در گمینا گووداپ واقع شده‌است.